# کمرون پئوپین
کمرون پئوپین (انگلیسی: Cameron Peupion؛ زادهٔ ۲۳ سپتامبر ۲۰۰۲) بازیکن فوتبال اهل استرالیا است که در حال حاضر برای باشگاه فوتبال برایتون اند هوو آلبیون بازی می‌کند. 
وی همچنین در تیم‌های ملی فوتبال زیر ۱۷ سال و زیر ۲۳ سال استرالیا بازی کرده است.